# Lawrence Whitney
Lawrence Atwood "Larry" Whitney (Pelham Manor, Nova York, 2 de febrer de 1891 – Nantucket, Massachusetts, 24 d'abril de 1941) va ser un esportista estatunidenc que va competir a començaments del segle xx.
El 1912 va prendre part en els Jocs Olímpics d'Estocolm, on disputà tres proves del programa d'atletisme. En el llançament de pes guanyà la medalla de bronze, en el llançament de pes a dues mans fou quart i en el llançament de disc fou vintè. En aquests mateixos Jocs jugà la competició de demostració del beisbol.
A banda de l'atletisme i el beisbol, Whitney també va jugar a futbol americà, com corredor, i bàsquet. El 1913 i 1915 guanyà el Campionat de l'IC4A de llançament de pes i poc després es retirà de la pràctica esportiva.